# Малая Рогань
Ма́лая Рога́нь (укр. Мала Рогань; с 1657 по 1895 — Пасековка) — село,
Малороганский сельский совет,
Харьковский район,
Харьковская область, Украина.
Код КОАТУУ — 6325182501. Население по переписи 2001 года составляет 2603 (1226/1377 м/ж) человека.
Является административным центром Малороганского сельского совета, в который, кроме того, входят сёла
Бисквитное и
Коропы.

## Географическое положение
Село Малая Рогань находится на правом берегу реки Роганка,
выше по течению примыкает село Коропы,
ниже по течению на расстоянии в 2 км расположен пгт Рогань,
на противоположном берегу — село Бисквитное.
К селу примыкают большие садовые массивы.

## История
- 1657 — дата основания как хутора Пасековка (укр. Пасеківка) от расположения там пасеки.
- 1895 — переименовано в село Малая Рогань.
- В  1940 году, перед ВОВ, на хуторе Рогань были 176 дворов и две ветряные мельницы[3], на хуторе Хромой - 60 дворов.[4]
- После Великой Отечественной войны хутор Хромой, расположенный к северо-востоку[4] от села, был присоединён к селу Малая Рогань.
- В 2022 году в ходе вторжения России на Украину село временно переходило под контроль российских войск.

## Экономика
- Молочно-товарная ферма.
- Строительство табачной фабрики (фирма-подрядчик «Скорпион-РП»).
- Агропромышленное ООО «Харьковплемсервис».
- Харьковский оптовый рынок сельскохозяйственной продукции «1-й км».
- «ТЕХНОДОК», ООО.
- Жилищно-строительный молодёжный кооператив «Малая Рогань».
- ООО «СЕЛЕТ».
- ООО «КОЛОРПЛАСТ».

## Объекты социальной сферы
- Детский сад.
- Школа.
- Клуб.
- Фельдшерско-акушерский пункт.

## Достопримечательности
- Братская могила советских воинов. Похоронено 90 воинов.